# ピアノ協奏曲 (矢代秋雄)
ピアノ協奏曲は、日本の作曲家矢代秋雄による2作目のピアノ協奏曲である。第22回（昭和42年度）芸術祭放送部門で芸術奨励賞、第16回尾高賞を受賞した。

## 経緯
NHKが、文部省（当時）芸術祭のために作曲者に委嘱した。第1楽章は1964年から1966年夏にかけて、第2、第3楽章は1966年から1967年5月にかけて作曲された。1947年にピアノ協奏曲の未発表作品があったにもかかわらず、これに第2番とは銘打たれなかった。

## 初演
1967年7月10日と11日に、NHK放送センターにおいて放送のためのレコーディングが行われ、同年11月5日に放送初演された。この時の演奏は、若杉弘指揮NHK交響楽団、ピアノ独奏中村紘子であった。公開初演は約3週間後の11月29日に東京文化会館で行われたNHK交響楽団臨時演奏会にて、独奏者には放送初演と同じく中村紘子、森正指揮により行われた。

## 楽器編成
- フルート2、ピッコロ1、オーボエ2、クラリネット2（2奏者はバスクラリネット持ち替え）、ファゴット2
- ホルン4、トランペット2、トロンボーン3、チューバ1
- ティンパニ
- ヴィブラフォン
- 打楽器2名（シンバル、タムタム、鈴、ウッドブロック、チューブラーベル）
- 独奏ピアノ
- 弦五部、

## 演奏時間
約27分。

## 楽曲構成
- 第1楽章 アレグロ・アニマート　
自由なソナタ形式。冒頭ピアノソロによって提示される変拍子を含んだ第1主題とフルートによって奏でられる息の長い第2主題による。 所々にリストが愛用したというコロラトゥーラ風のカデンツァが挿入される。通例のソナタ形式と比べると提示部が長く、再現部は展開部の中にあって、展開部の一部のように聞こえる[2]。
- 第2楽章 アダージョ・ミステリオーソ
全曲を通してC音がオスティナートとして奏でられる。作曲者自身によれば「幼いころ見た夢の記憶」。
- 第3楽章 アレグロ -　アンダンテ -ヴィヴァーチェ・モルト・カプリッチョーソ
自由なロンド形式。途中第1楽章の回想をはさみながら、目まぐるしく楽想が展開される。

作曲中「ピアニストは2本の手を持っているのではなく10本の指を持っているのだ」という先達の言葉を意識したとの矢代の言葉通り、全曲を通してピアノパートには高度な名人芸が要求される。
比較的日本では演奏の機会が多く、岡田博美などによっても演奏されている。